# Praha TV
Praha TV je televizní stanice vysílající v Praze a ve Středočeském kraji.

## Historie
Vznikla roku 2014 na základech někdejší Metropol TV. Roku 2016 se rozhodl tehdejší český senátor Ivo Valenta prostřednictvím své společnosti Our Media získat 34 % akcií, které následně odkoupil od podnikatele Jaroslava Korytáře, majitele TV POLAR vysílající ve Slezsku. Po třech letech (2019) senátorova společnost naopak televizi opustila a svůj podíl prodala firmě BigBoard pronajímající reklamní plochy.
Pražská televizní společnost s.r.o. vlastní 10 % podílu, stejně jako Pražská mediální společnost s.r.o. Od roku 2022 jsou dalšími společností Primetime Media s.r.o., a to s podílem 40 %.[zdroj?]

## Pořady a sledovanost
Televize se zaměřuje na zpravodajství popisující události v jednotlivých městských částech. K polovině ledna 2020 vysílala například „Zprávy z Prahy“, „Týden v Praze“, „Starosti starostů“ či „Středočeské noviny“. V programu se rovněž objevují zpravodajské relace nazvané „Expres Prahy“ věnující se dění v jednotlivých městských částech. Občanské sdružení Oživení uvedlo, že vysílání tohoto pořadu je financováno jednotlivými městskými částmi, jejíž představitelé si tak mohou sami – bez vyjádření opozice – rozhodnout, co bude obsahem relace. Podle odhadů uveřejněných v periodiku iDNES.cz měla na podzim roku 2019 televize sledovanost 300 tisíc diváků denně a týdně si ji pustilo přibližně půl milionu diváků.